# Samfya
 (janvier 2011).
Si vous disposez d'ouvrages ou d'articles de référence ou si vous connaissez des sites web de qualité traitant du thème abordé ici, merci de compléter l'article en donnant les références utiles à sa vérifiabilité et en les liant à la section « Notes et références ».
Samfya est une ville située dans la province zambienne de la Luapula, chef-lieu du district de Samfya.

## Localisation
Samfya est située au sud-ouest du Lac Bangwelo, sur la plus longue partie bien définie du lac (les rivages du nord, de l'est et du sud étant marécageux).

## Économie et culture
En plus des bureaux du gouvernement local et des succursales des agences nationales, Samfya est un lieu commercial et de la pêche, ainsi qu'un centre pour le transport par bateau vers les îles et autres régions du lac. Son arrière-pays comprend notamment des fermes et des plantations de bois.
La ville dispose de quelques maisons d'hôtes et de plages de sable blanc utilisées pour les loisirs, bien que le lac abrite des crocodiles.
Le Festival Kwanga du peuple Njumba se tient à Samfya en octobre.

## Routes
Samfya est située le long une route goudronnée ouverte en 1983 pour relier la province de Luapula à la grande route du Nord à Serenje. Cela comprend le plus long pont du pays, le pont de la Luapula, dans la partie sud-est du district où près de quatre districts se rejoignent: Samfya, Mpika, Serenje et la Botte du Katanga, cette dernière faisant partie de la République démocratique du Congo. Des routes de gravier relient également Samfya à Twingi, Kapalala et Lubwe.

## Sources
- (en) Cet article est partiellement ou en totalité issu de l’article de Wikipédia en anglais intitulé « Samfya » (voir la liste des auteurs).